# Giorgi Loria
Giorgi Loria (Tiflis, 27 de enero de 1986) es un futbolista profesional georgiano que juega como portero en el F. C. Dinamo Tbilisi de la Erovnuli Liga. 

## Selección nacional
Es internacional absoluto con la selección de fútbol de Georgia donde ha tenido grandes actuaciones realizando memorables paradas en los partidos de clasificación para el Mundial de Brasil de 2014 ante grandes selecciones como las de España y Francia lo que le han valido para ser uno de los mejores porteros georgianos y un gran portero a nivel internacional.

### Participaciones en Eurocopas
| Copa          | Sede     | Resultado        | Partidos | Goles |
| ------------- | -------- | ---------------- | -------- | ----- |
| Eurocopa 2024 | Alemania | Octavos de final | 0        | 0     |

## Clubes
| Club                         | País     | Año       |
| ---------------------------- | -------- | --------- |
| F. C. Dinamo Tbilisi         | Georgia  | 2005-2014 |
| O. F. I. Creta               | Grecia   | 2014-2015 |
| Olympiacos                   | Grecia   | 2015      |
| PFC Krylia Sovetov Samara    | Rusia    | 2015-2018 |
| FK Anzhí Majachkalá (cedido) | Rusia    | 2017-2018 |
| 1. F. C. Magdeburgo          | Alemania | 2019      |
| Anorthosis Famagusta         | Chipre   | 2019-2023 |
| F. C. Dinamo Tbilisi         | Georgia  | 2023-2024 |
| Omonia Aradippou             | Chipre   | 2024-2025 |
| F. C. Dinamo Tbilisi         | Georgia  | 2025-     |

## Palmarés

### Títulos nacionales
| Título               | Club                 | País    | Año     |
| -------------------- | -------------------- | ------- | ------- |
| Liga de Georgia      | F. C. Dinamo Tbilisi | Georgia | 2007-08 |
| Supercopa de Georgia | F. C. Dinamo Tbilisi | Georgia | 2008    |
| Copa de Georgia      | F. C. Dinamo Tbilisi | Georgia | 2009    |
| Liga de Georgia      | F. C. Dinamo Tbilisi | Georgia | 2012-13 |
| Copa de Georgia      | F. C. Dinamo Tbilisi | Georgia | 2013    |
| Copa de Chipre       | Anorthosis Famagusta | Chipre  | 2020-21 |
| Supercopa de Georgia | F. C. Dinamo Tbilisi | Georgia | 2023    |